# Lex Iulia Papiria
Droit romain et lois romaines
Lex Pinaria Furia Postumia
(432 av. J.-C.)
La Lex Iulia Papiria est une loi concernant l'estimation en bronze des amendes proposée par les consuls Lucius Papirius Crassus et Lucius Iulius Iullus en 430 av. J.-C.

## Loi sur l'estimation des amendes
En 430 av. J.-C., les censeurs Lucius Papirius et Publius Pinarius imposent de nombreuses amendes. Ces dernières étant réglées en nature, cela a pour conséquence la confiscation de nombreux troupeaux par l'État. Les consuls font alors adopter une loi, la lex Iulia Papiria de multarum aestimatione qui permet d'estimer le montant de l'amende en bronze,. Elle fixe les équivalences entre une amende évaluée en bestiaux comme il est coutume de les régler et sa valeur métallique, à raison de dix as pour un ovin et cent as pour un bovin. Le fait que le contenu de cette loi soit très proche des lois de 454 et 452 av. J.-C. rend douteuse l'authenticité de ces dernières, la tradition qui s'y rattache est probablement apocryphe.